# Julianus von Eclanum
Julianus von Eclanum (* um 386 in Apulien; † um 455 in Sizilien) war Bischof von Aeclanum und führender Theologe des Pelagianismus.

## Leben
Geboren als Sohn des süditalienischen Bischofs Memorius, heiratete Julianus um 403 Titia, Tochter des Bischofs Aemilius von Benevent. Seine kirchliche Laufbahn begann er als Lektor und Diakon in der Gemeinde seines Vaters. Bereits 417 wurde er von Papst Innozenz I. zum Bischof von Aeclanum (auch Eclanum, Aeculanum, Eclana, Eculanum geschrieben) in Apulien ernannt. Als einer von 18 italienischen Bischöfen weigerte er sich, die 418 von dessen Nachfolger Papst Zosimus verfasste Epistola Tractatoria, durch welche die Lehren des Pelagius verdammt wurden, zu unterschreiben, wurde daher von Kaiser Honorius abgesetzt und musste 421 Italien verlassen.
Wie Julianus in Kontakt zum Pelagianismus kam, ist aus den spärlichen Quellen nicht mehr feststellbar. Überhaupt sind sein Leben und seine Schriften fast nur aus den Angaben und Zitaten in den Schriften seiner Gegner – vor allem Augustinus – zu rekonstruieren. Die überlieferten Zitate lassen jedenfalls darauf schließen, dass er einer der bedeutendsten lateinischen Stilisten unter den christlichen Theologen war.
Nach seiner Verbannung aus Italien fand er für einige Zeit Aufnahme bei Theodor von Mopsuestia, der wohl mit ihm sympathisierte, sich aber doch genötigt sah, seine Verurteilung durch Kaiser und Papst zu unterstützen. Auch Julianus’ spätere Versuche, beim Amtsantritt eines neuen Papstes die Verurteilung des Pelagianismus aufheben zu lassen, scheiterten und führten nur zu weiteren Verdammungen durch Coelestin I., Sixtus III. und Leo den Großen.
Eine Zeit lang wurde Julianus durch Patriarch Nestorius von Konstantinopel und Kaiser Theodosius II. unterstützt, doch endete dies jäh, als Marius Mercator ein Commonitorium de Caelestio, eine dem Kaiser gewidmete Kritik des Pelagianismus, veröffentlichte. Julianus musste Konstantinopel auf Betreiben des Papstes verlassen. 431 machte die Verurteilung des Pelagianismus durch das Konzil von Ephesos jede weitere Unterstützung faktisch zunichte.
Über die letzten Jahrzehnte seines Lebens gibt es nur spärliche und unsichere Quellen. Möglicherweise wandte sich Julianus nach Südgallien, wo später eine semipelagianische Richtung weit verbreitet war, und starb schließlich um 454/455 als Lehrer in Sizilien.

## Theologie
Julianus war als erster bemüht, die Lehren des Pelagius und Caelestius, die bis dahin eher unsystematisch in Einzelschriften und Predigten vorgetragen worden waren, zusammenzufassen, zu systematisieren und zu durchdenken, dürfte jedoch inhaltlich in allen wesentlichen Punkten mit den vorgenannten Begründern des Pelagianismus übereinstimmen. Auf dem Gebiet der Gnaden- und Erbsündenlehre wurde er durch seine zahlreichen Schriften zum wichtigsten theologischen Gegenspieler des Augustinus, dem er „Manichäismus“ vorwarf, der für Julianus darin bestand, dass Augustinus das Böse in der menschlichen Concupiscentia, also in der menschlichen Natur, sah. Für Julianus ist hingegen die Sünde eine Sache des menschlichen Willens, der die Freiheit hat, die Sünde zuzulassen oder sich ihrer zu enthalten (admittendi peccati et abstinendi a peccato possibilita[s]).
Diese prinzipielle Willensfreiheit, die den Menschen erst zu Gottes Ebenbild mache, könne auch durch die Sünde nicht verloren gehen, denn die Sünde verändere nicht die natürliche Beschaffenheit des Menschen (naturae status), sondern lediglich die Beschaffenheit seines Verdienstes vor Gott (meriti qualitas). Augustins Erbsündenlehre ist für Julianus ein Widerspruch in sich, da mit dieser Lehre Gott zum Urheber des Bösen werde. Die Gnade Gottes wirke also nicht in Erwählung und Vorherbestimmung, sondern in körperlichen und geistigen Begabungen des Menschen, der jedoch für sein Heil selbst verantwortlich ist. Mit der Hilfe des göttlichen Heilswillens könne der Mensch – auch der Heide! – alle Gebote erfüllen und so durch den Gebrauch seines freien Willens die ewige Seligkeit erringen.
Julians Denken versucht das Menschenbild der antiken Philosophie gegen Augustins „neue Lehre“ zu schützen und die sexuelle Lust als natürlich, keinesfalls als sündhaft zu bewerten. Damit ist sie ihm ein besonderes Gut der Ehe. Dass sich im lateinischen Bereich der Kirche stattdessen die Anthropologie Augustins durchsetzen konnte, hatte weitreichende Folgen für die Geschichte des abendländischen Christentums in Mittelalter und Neuzeit.